# Міністерство закордонних справ Чехії
Міністерство закордонних справ Чеської Республіки (чеськ. Ministerstvo zahraničních věcí České republiky, MZVČR) — міністерство уряду Чеської Республіки, яке відповідає за зовнішню політику країни. Міністерство керує мережею дипломатичних представництв за кордоном. Воно розташовується в Чернінському палаці в місті Градчани, неподалік від будівель інших органів влади Чехії.
Міністерство очолює Міністр закордонних справ Чехії, а кандидатів на цю посаду висуває Прем'єр-міністр Чехії. Чинним міністром є Ян Ліпавський, який обіймає цю посаду з 17 грудня 2021 року.

## Обов'язки міністерства
1. Координувати діяльність міністерств та інших державних органів у сфері міжнародних відносин.
2. Забезпечувати захист прав та інтересів Чеської Республіки та її громадян за кордоном.
3. Керувати мережею посольств.
4. Бути в контакті з іноземними органами влади та з іноземними посадовцями, які перебувать як в Чехії, так і за кордоном.
5. Виконувати обов'язки з адміністрування власності чеського уряду за кордоном.
6. Координувати та проводити підготовку, переговори та обговорення щодо міжнародних договорів.
7. Слідкувати за дотриманням Чехією міжнародних договорів, які вона підписала.
8. Надавати дозвіл на імпорт та експорт військового обладнання.
9. Організовувати вибори до Палати депутатів Парламенту Чехії за кордоном та виконувати деякі функції із підготовки виборів до Європейського парламенту.

## Список міністрів
1. Йозеф Зєлєнєц (1993—1997)
2. Ярослав Шедіви (1997—1998)
3. Ян Каван (1998—2002)
4. Киріл Свобода (2002—2006)
5. Александр Вондра (2006—2007)
6. Карел Шварценберг (2007—2009)
7. Ян Когоут (2009—2010)
8. Карел Шварценберг (2010—2013)
9. Ян Когоут (2013—2014)
10. Любомир Заоралек (2014—2017)
11. Мартін Стропніцький (2017—2018)
12. Томаш Петржічек (2018—2021)
13. Якуб Кулганек (2021)
14. Ян Ліпавський (з 2021)